# Claudia Porsche

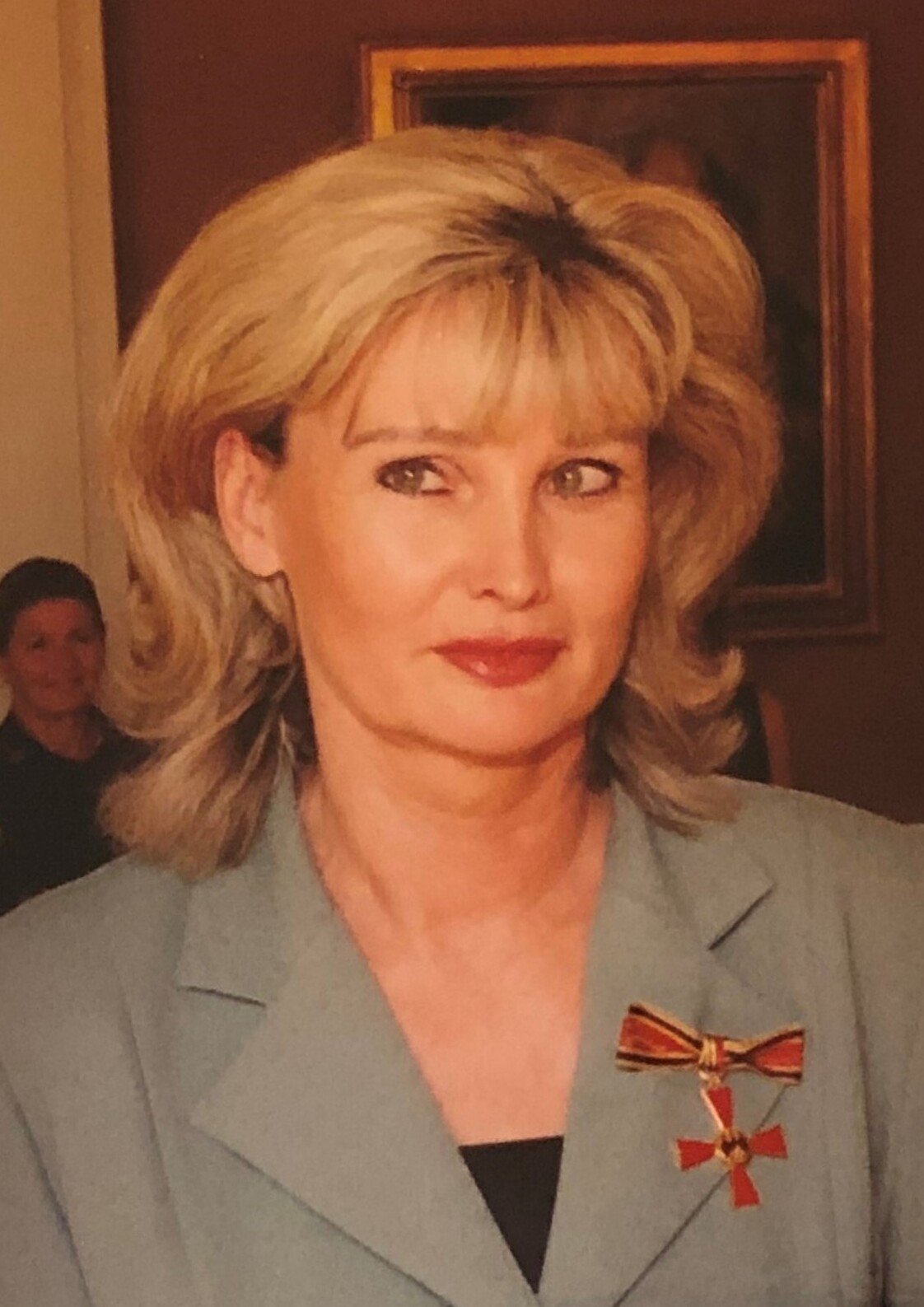
1998: Verleihung des Bundesverdienstkreuzes.

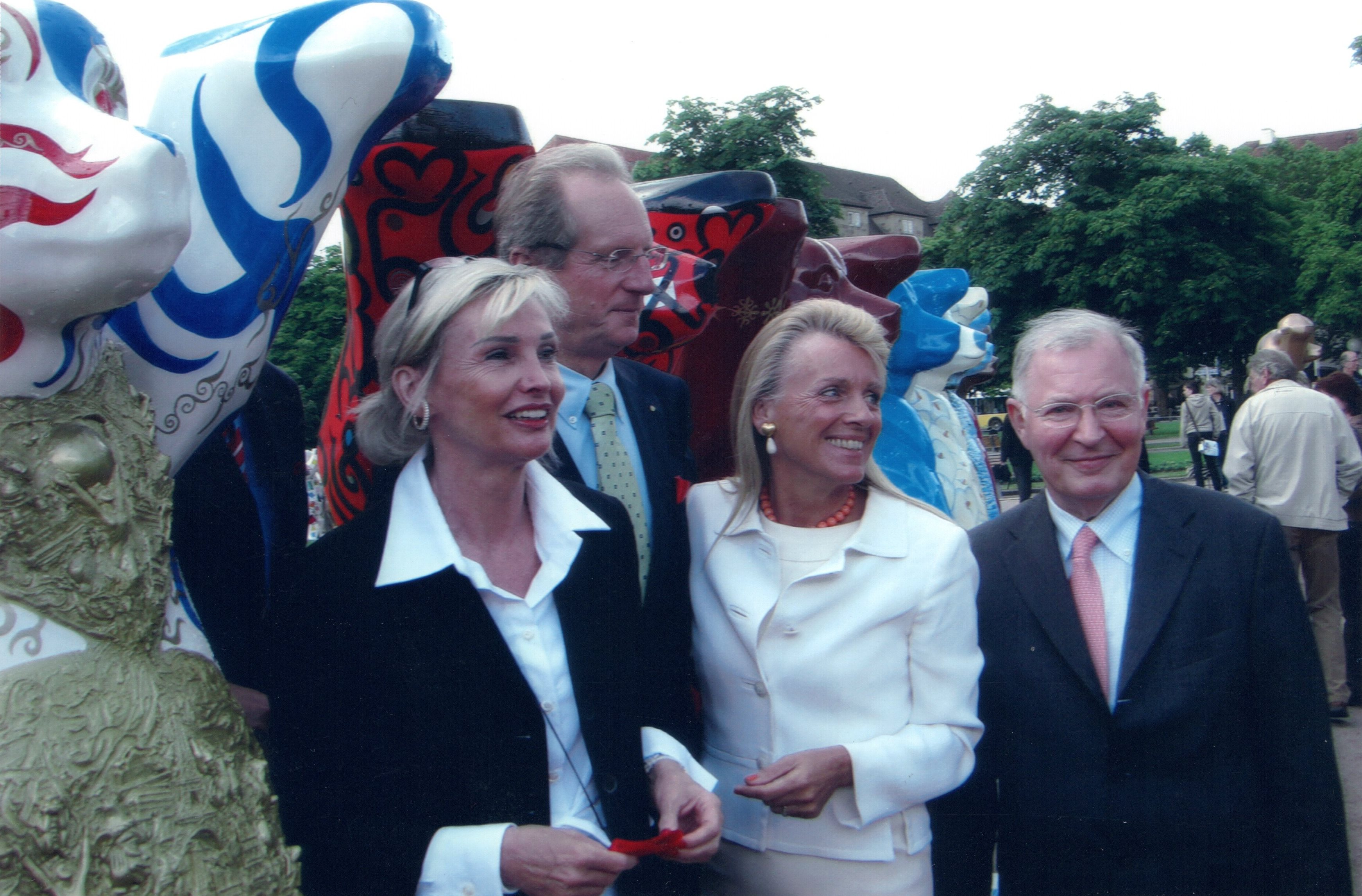
Claudia Porsche (links) im Jahr 2008, damals als Staatsrätin Claudia Hübner, bei der Eröffnungsfeier der United Buddy Bears in Stuttgart mit Oberbürgermeister Wolfgang Schuster und Initiatorin Eva Herlitz.

Claudia Porsche (* 6. August 1948 in Balingen, früher Claudia Hübner) ist eine deutsche Lobbyistin und ehemalige Staatsanwältin, Professorin und Politikerin (CDU).
Von 2006 bis zur Kabinettsumbildung 2010 gehörte sie als Staatsrätin der Landesregierung Baden-Württemberg an. Seit 2008 ist sie Aufsichtsratsvorsitzende bzw. Fachbeiratsmitglied der Filmakademie Baden-Württemberg. Seit 2013 ist sie Vorsitzende des Freundeskreises der Allianz Deutscher Produzenten – Film & Fernsehen. Seit 2019 ist sie Mitglied im Board of Ambassadors der Gesellschaft der Freunde der ESMT.
Sie ist seit Februar 2019 in zweiter Ehe mit Wolfgang Porsche verheiratet, mit dem sie seit 2007 liiert ist.

## Leben
Porsche wuchs in Balingen auf, wo sie auch zur Schule ging und 1967 das Abitur ablegte. Anschließend studierte sie Rechtswissenschaft an den Universitäten München und Tübingen. Ihre juristischen Staatsprüfungen legte sie 1972 und 1974 ab. Dann war sie als Staatsanwältin und Richterin in Stuttgart tätig und wurde 1981 zur Dr. jur. promoviert.
Danach war sie Professorin für Zivil- und Strafrecht an der Hochschule für öffentliche Verwaltung und Finanzen in Ludwigsburg und hatte weitere Lehraufträge an verschiedenen Hochschulen.
Im Jahr 1998 wurde sie auf Initiative des damaligen Ministerpräsidenten Erwin Teufel mit dem Bundesverdienstkreuz ausgezeichnet. 
Im Jahr 2008 wurde sie Aufsichtsratsvorsitzende der Filmakademie Baden-Württemberg in Ludwigsburg und gründete später den Fachbeirat der Filmakademie, dessen Mitglied sie ist. Zudem wurde sie Aufsichtsratsmitglied der Popakademie Baden-Württemberg in Mannheim.
Seit 2013 sitzt sie dem Freundeskreises der Allianz Deutscher Produzenten – Film & Fernsehen in Berlin vor.
Seit 2019 ist sie Mitglied im Board of Ambassadors der Gesellschaft der Freunde der ESMT in Berlin. Die Gesellschaft unterstützt mit ihren ehrenamtlichen Mitgliedern die ESMT.
Sie hat eine Tochter aus erster Ehe und ist seit Februar 2019 mit Wolfgang Porsche verheiratet, mit dem sie seit 2007 liiert ist und öffentlich auftrat, 2023 reichte er die Scheidungsklage ein.

## Politische Tätigkeiten
Seit den 1980er Jahren engagierte sich Porsche auch politisch. 1989 wurde sie Stadträtin in Stuttgart, wo sie auch im Fraktionsvorstand tätig war. 1992 bis 1996 war sie Mitglied des Landtags von Baden-Württemberg. Während dieser Zeit war sie unter anderem auch Mitglied der CDU-Fraktion in der Enquetekommission Kinder in Baden-Württemberg. Seit 2000 ist sie außerdem Stellvertretende Kreisvorsitzende der CDU Stuttgart.
Nach der Landtagswahl 2006 holte Ministerpräsident Günther Oettinger Porsche in sein Kabinett und berief sie im Juni zur Staatsrätin für demographischen Wandel und für Senioren im Staatsministerium Baden-Württemberg. Das Amt der Staatsrätin ist eine baden-württembergische Besonderheit. Gem. Art. 45 der baden-württembergischen Verfassung können neben Ministerpräsident, Ministern und Staatssekretären als weitere Mitglieder der Regierung ehrenamtliche Staatsräte ernannt werden. Baden-Württemberg ist das einzige Bundesland, in dem ein voll stimmberechtigtes Mitglied in der Landesregierung ausschließlich für das Thema Demographie verantwortlich zeichnet.
Am 18. Februar 2010 gab das Staatsministerium Baden-Württemberg bekannt, dass Claudia Porsche die bevorstehende Regierungsbildung zum Anlass nimmt, ihr Ehrenamt vorzeitig zur Verfügung zu stellen.